# Bromodifluorometà
El bromodifluorometà, també conegut com a haló 1211, és un compost organohalogenat de fórmula {\displaystyle {\ce {CHBrF2}}}.

## Preparació
El bromodifluorometà, es prepara mitjançant la reacció de difluorometà {\displaystyle {\ce {CH2F2}}} amb bromur d'hidrogen {\displaystyle {\ce {HBr}}} en presència d'un catalitzador àcid de Lewis, com el clorur d'alumini {\displaystyle {\ce {AlCl3}}}. La reacció és:
{\displaystyle {\ce {CH2F2{+}HBr{+}AlCl3->CHBrF2{+}AlCl3\cdot HF}}}
La reacció es realitza normalment a temperatures entre -20 °C i +20 °C i pressions entre 1 i 50 atmosferes. Els reactius es barregen i es fan passar per un reactor que conté el catalitzador. La reacció es pot controlar per cromatografia de gasos i el producte se separa per destil·lació.

## Ús
És un gas incolor i no inflamable que es fa servir principalment com a agent d'extinció d'incendis en extintors portàtils i en sistemes d'inundació total per protegir espais tancats com sales de servidors d'ordinadors, instal·lacions de telecomunicacions i submarins. Quan s'allibera, ajuda a extingir un incendi interrompent la reacció química de la combustió mitjançant inhibició química, trencant la cadena de reaccions químiques que sustenten un incendi.
A més, també es fa servir en algunes aplicacions industrials i de laboratori com a dissolvent de neteja i com a refrigerant en alguns sistemes d'aire condicionat.
És important tenir en compte que la producció i l'ús de bromodifluorometà s'està eliminant gradualment sota el Protocol de Mont-real a causa del seu potencial d'esgotament de la capa d'ozó, i s'estan utilitzant agents alternatius d'extinció d'incendis al seu lloc.